# Ricardo Menéndez
Ricardo Alfonso Menéndez (ur. 4 września 1929 w San Salvador) – salwadorski strzelec, olimpijczyk. 
Brał udział w Letnich Igrzyskach Olimpijskich 1968 (Meksyk). Wystartował tylko w jednej konkurencji, w której zajął 81. lokatę (sklasyfikowano 86 zawodników).
Menéndez jest medalistą Igrzysk Ameryki Środkowej i Karaibów. Miejsce na podium wywalczył w Kingston w 1962 roku, gdzie zdobył srebro w strzelaniu z karabinu małokalibrowego leżąc z 50 metrów (582 punkty), przegrywając jedynie z brązowym medalistą olimpijskim z 1960 roku – Enrico Forcellą.

## Wyniki olimpijskie
| Igrzyska | Konkurencja                       | Wynik                           | Miejsce | Źródło |
| -------- | --------------------------------- | ------------------------------- | ------- | ------ |
| IO 1968  | Karabin małokalibrowy leżąc, 50 m | 578 punktów (98-95-95-98-96-96) | 81      | [ 2 ]  |